# Пилипенко Ганна Олегівна
Ганна Олегівна Пилипенко (нар. 25 грудня 1988, Брест, Білоруська РСР) — білоруська футболістка, півзахисниця. Виступає за збірну Білорусі і литовський клуб «Гінтра Університетас».

## Життєпис
На початку кар'єри виступав за клуб вищого дивізіону Білорусії «Вікторія-86» (Брест).
Влітку 2011 року перейшла в російський клуб «Рязань-ВДВ», де провела два сезони зіграв 32 матчі і забила 8 голів. Перший матч у чемпіонаті Росії зіграла 28 серпня 2011 року проти «Ізмайлово», а перший гол забила у своїй другій грі, 3 вересня того ж року у ворота воронізької «Енергії». Після того як залишила рязанський клуб провела півтора роки в іншій російській команді «Мордовочка» (Саранськ), де зіграла 24 матчі і забила один гол.
У 2015 році повернулася на батьківщину і приєдналася до клубу «Мінськ». З цією командою стала чотириразовою чемпіонкою Білорусі і чотириразовою володаркою Кубка країни (2015—2018), а також дворазовим володарем Суперкубка Білорусі (2016, 2018).
Входила до числа найкращих бомбардирок чемпіонату країни, всього в іграх першості в цей період забила 60 голів у 62 матчах. Неодноразово робила хет-трики, а в грі проти клубу «Слов'янка» (25:0) 21 жовтня 2018 року забила 8 голів.
У матчах жіночої Ліги чемпіонів у складі «Мінська» зіграла 17 матчів і забила 8 голів, у 2017 році в грі з мальтійської «Біркиркарою» (8:0) зробила хет-трик.
У 2019 році виступає за литовський клуб «Гінтра Університетас».
Виступала за національну збірну Білорусі. У відбіркових турнірах чемпіонатів світу і Європи зіграла не менш 17 матчів і забила не менше 5 голів, останній матч за збірну в офіційних турнірах провела в 2016 році.